# Reinhard Lettau
Pour les articles homonymes, voir Lettau.
Reinhard Lettau, né le 10 septembre 1929 à Erfurt (Allemagne) et mort le 17 juin 1996 à Karlsruhe (Allemagne), est un écrivain germano-américain.

## Biographie
Reinhard Lettau étudie l'allemand, la philosophie et la littérature à Heidelberg et à Harvard. Sa thèse à Harvard en 1960, intitulée « Utopie und Roman; Untersuchungen zur Form des deutschen utopischen Romans im zwanzigsten Jahrhundert », porte sur les romans utopiques du XXe siècle. Il est professeur de littérature allemande à l'Université de Californie à San Diego de 1967 à 1991. Il est un membre actif du Groupe 47 et prononce des discours incendiaires à la Freie Universität Berlin dénonçant la Springer Press. Il est alors expulsé d'Allemagne de l'Ouest parce qu'il est étranger — il avait un passeport américain.
Il retourne en Allemagne en 1991 après la réunification allemande. Il reçoit le prix War Blind pour pièces radiophoniques en 1979, le prix de littérature de Berlin en 1993 et le prix de littérature de Brême en 1995.
Il est membre du PEN-Zentrum en Allemagne et de la Deutsche Akademie der Darstellenden Künste. Il est « poète en résidence » à l'université d'Essen en allemand pendant le semestre d'hiver 1979/1980.
Il épouse Gene Carter en 1954 avec laquelle il a trois filles, Karin (1957), Kevyn (1959) et Kathy (1965), née juste après sa séparation de sa femme dont il divorce en 1968. Il vit à partir de 1965 à Berlin-Schöneberg avec Véronique Springer, la fille du galeriste Rudolf Springer. Ils se marient en 1969 après avoir déménagé à San Diego en 1967 et divorcent en 1972. Il épouse Dawn Teborski en 1979. Il retourne à Berlin en 1991 après avoir pris une retraite anticipée en 1991 en raison de problèmes de santé.
En 1996, il se rend à Karlsruhe pour fêter le 90e anniversaire de sa mère. Il est hospitalisé après une chute et y meurt d'une pneumonie. Il est enterré au cimetière protestant n° III des congrégations de l'Église de Jérusalem et de l'Église nouvelle (Friedhof III der Jerusalems- und Neuen Kirchengemeinde) à Mehringdamm n° 21 à Berlin-Kreuzberg.

## Œuvre
- 1962 : Schwierigkeiten beim Häuserbauen
- 1963 : Manig fait son entrée (Auftritt Manigs)
- 1967 : Die Gruppe 47 – Bericht, Kritik, Polemik
- 1968 : Gedichte (Literarisches Colloquium Berlin)
- 1968 : Feinde
- 1971 : Täglicher Faschismus
- 1973 : Immer kürzer werdende Geschichten. Und Gedichte und Porträts
- 1977 : Propos de petit déjeuner à Miami (Frühstücksgespräche in Miami)
- 1980 : Zerstreutes Hinausschaun – Vom Schreiben über Vorgänge in direkter Nähe oder in der Entfernung von Schreibtischen
- 1980 : Der Irrgarten – Geschichten und Gespräche
- 1982 : Herr Strich schreitet zum Äußersten. Geschichten
- 1988 : Zur Frage der Himmelsrichtungen
- 1994 : Flucht vor Gästen
- Waldstück im Ansturm (ce "noyau" d'un livre sur lequel Lettau travaillait au moment de sa mort et qu'il a provisoirement intitulé Gramercy Park a été publié le 7 novembre 1995 dans le Neue Zürcher Zeitung. Lettau en a lu dix pages pour la NDR à Hanovre le 27 janvier 1996.)
- 1996 : Reinhard Lettau's renovierter Rixdorfer Ruebezahl
- 1998 : Alle Geschichten, München : Carl Hanser,  (ISBN 3-446-19286-7), posthume, Hrsg. Dawn Lettau et Hanspeter Krüger
- 2011 : Roter Sturm über Thüringen – Deutschlands Herz wird rot, Weimar : Wartburg Verlag (de)  (ISBN 978-3-86160-336-8), posthume, édité et avec une postface de Christina Onnasch.